# Ficus louisii
Ficus louisii är en mullbärsväxtart som beskrevs av Raymond Boutique och J.Leonard. Ficus louisii ingår i släktet fikonsläktet, och familjen mullbärsväxter. Inga underarter finns listade i Catalogue of Life.